# The Villainess
Pour plus de détails, voir Fiche technique et Distribution.
The Villainess (hangeul : 악녀 ; RR : ak-nyeo, littéralement « La méchante ») est un film d'action sud-coréen coécrit, coproduit et réalisé par Jeong Byeong-gil, sorti en 2017, fortement inspiré de Nikita de Luc Besson.
Il est présenté et projeté en « Séances de minuit » au Festival de Cannes en mai 2017.

## Synopsis
Pendant son enfance en Chine, une petite fille a été élevée dans le but de devenir une tueuse. Une fois grande, après la mort de son mari tué par un gang rival, elle élimine l'ensemble de celui-ci avant de se faire arrêter par la police. Une chef de service des renseignements sud-coréens l’engage comme agent dormant, lui offrant une seconde chance en devenant tueuse pour le gouvernement. Elle arrive alors en Corée du Sud sous une nouvelle identité en tant qu’actrice de théâtre et enchaîne alors les missions. Mariée de nouveau, mère d'une petite fille, son passé va soudainement ressurgir dans sa vie.

## Fiche technique
- Titre original : 악녀
- Titre international : The Villainess
- Réalisation : Jeong Byeong-gil
- Scénario : Jeong Byeong-gil et Jeong Byeong-sik
- Décors : Kim Hee-jin
- Photographie : Park Jung-hun
- Montage : Heo Soon-mee
- Musique : Koo Ja-wan
- Production : Jung Byung-gil et Jeong Byeong-sik
- Société de production : Apeitda
- Société de distribution : Next Entertainment World
- Pays d'origine :  Corée du Sud
- Langue originale : coréen
- Format : couleur
- Genre : action
- Durée : 123 minutes
- Dates de sortie :
  - France : 21 mai 2017 (Festival de Cannes)
  - Corée du Sud : 8 juin 2017 (sortie nationale)
- Déconseillé aux moins de 12 ans.

## Distribution
- Kim Ok-vin (VFB : Claire Tefnin): Sook-hee
- Shin Ha-kyun (VFB : Nicolas Matthys) : Joong-sang
- Bang Sung Joon (VFB : Pierre Lognay) : Hyeon-soo
- Kim Seo-hyeong (VFB : Colette Sodoyez) : Kwon Sook
- Jo Eun-ji (VFB : Sophie Frison) : Kim Seon
- Lee Seung-joo (VFB : Philippe Allard) : Choon-mo
Version française
  - Société de doublage : Dubbing Brothers 
  - Direction artistique : Laurent Vernin
  - Adaptation : Igor Conroux

Source et légende : Version française (VF) sur carton du doublage français.

## Accueil

### Sorties internationales
The Villainess est présenté en « Séances de minuit » et projeté en avant-première mondiale au Festival de Cannes, le 21 mai 2017, avant sa sortie nationale en Corée du Sud, le 8 juin 2017.

### Box-office
| Pays ou région | Box-office      | Date d'arrêt du box-office | Nombre de semaines |
| -------------- | --------------- | -------------------------- | ------------------ |
| Corée du Sud   | 927 048 entrées | 18 juin 2017               | 1                  |

## Distinction
Nomination
- Festival de Cannes 2017 : Sélection « Séances de minuit »